# 帯広空港道路
帯広空港道路（おびひろくうこうどうろ）は、北海道帯広市にある地域高規格道路。帯広空港（とかち帯広空港）へのアクセス道路として帯広広尾自動車道幸福ICから2 kmの区間が北海道道1157号幸福インター線として供用しており、残り1 kmは調査区間になっている。

## 交差する道路
- E60 帯広広尾自動車道 幸福IC
- 北海道道109号新帯広空港線